# 友達の詩
「友達の詩」（ともだちのうた）は、中村中のインディーズシングル及びメジャー2枚目のシングル。

## 概要
中村が15歳の頃に初めて書いた楽曲であり、初めて組んだバンドのメンバーへ片想いをし続けてきた結果、その相手とは友達にすらなれないままバンドが解散してしまったという実体験を基にしている。
2005年6月28日、20歳の誕生日にインディーズシングル盤（現在廃盤）を1,000枚限定で発売した。そして翌年2006年9月6日にはメジャー2ndシングルとして、更に同年10月5日にはドラマ放送記念特別盤（現在生産終了）として、合計で3回も作品化されている。
2006年9月6日リリース盤は、CDとCD+DVDの2形態での発売となった。当初の発売日は8月23日であったが、制作上の都合により2週延期されての発売となった。
2006年10月5日リリース盤は、ドラマ初出演となった作品『私が私であるために』の出演記念として1万枚限定でリリースされ、中村本人のメッセージが収録されている。ちなみに同じ作品がわずか1か月の短いスパンで再リリースされることは非常に稀なことである（同じエイベックス所属のアーティストでは、2003年にリリースされた大塚愛の「桃ノ花ビラ」以来のことである）。

## セールス・楽曲の知名度
初動セールスはオリコン初登場150位と売上は振るわなかったものの、曲のできた背景などがオフィシャルサイトの特別寄稿で紹介されたり、本人初のテレビ音楽番組出演となった、2006年9月29日放送の『僕らの音楽』の特集で楽曲が紹介されたりしたことにより注目を浴び、発売から5週目でオリコン9位（自己最高）を記録した。またこの影響によりデビューシングル「汚れた下着」がオリコンチャートに再ランクインする現象も発生した。
このスマッシュヒットを受け、各テレビ局が番組出演を打診、11月8日には毎日放送『ちちんぷいぷい』に、11月10日にはテレビ朝日系『ミュージックステーション』にそれぞれ生出演、11月13日にはフジテレビ系『めざましテレビ』で特集が組まれた。これにより、11月13日・11月14日付のオリコンデイリーシングルチャートで自己最高の2位を記録した（11月第4週目のオリコンウィークリーチャートでは16位を記録）。
2007年6月8日に放送されたTBS系『中居正広の金曜日のスマたちへ』で特集が組まれると、放送終了後に反響を呼び、6月9日付のオリコンデイリーにてシングルチャートに再登場し、6位を記録した（6月第3週目のオリコンウィークリーチャートでは27位を、6月第4週目のオリコンチャートでは18位をそれぞれ記録）。 
そして、この曲で2007年12月31日に第58回NHK紅白歌合戦に初出場を果たした。12月第4週目のオリコンチャートでは圏外から144位に再登場し、NHK紅白歌合戦放送後、1月第1週目のオリコンチャートでは63位を記録し、累計売上枚数も10万枚を超えた。

## 収録曲

### インディーズ盤
1. 友達の詩
2. 冗談なんかじゃないからネ
3. 部屋の片隅

### 2ndシングル盤
1. 友達の詩
  - 日本テレビ系『ドラマ・コンプレックス』枠内放送ドラマ『私が私であるために』テーマソング
2. 冗談なんかじゃないからネ
  - ピアノ弾き語りによるナンバー。アルバム『天までとどけ』にはジャズを意識したアレンジで再録されている。

#### 2ndシングル盤 DVD
1. 友達の詩 <Music Clip>

### ドラマ放送記念特別盤
1. 友達の詩
2. コメント
  - リスナーに向けての挨拶とメッセージ、本曲をイメージした詩を、本曲のアコースティックギターによるインストゥルメンタルをバックに朗読するもの。CDジャケットや帯に収録の記載はされていない。

## 収録アルバム
- 天までとどけ
- 若気の至り
- 妙齢

## カバー
- 岩崎宏美 - 2006年2月22日リリースのアルバム『Natural』所収

岩崎はこの曲に対し、テレビや雑誌のインタビュー等で「（歌詞が）幼い頃から戦い抜いた人の言葉」、「余りにも胸に突き刺さる歌」と評しており、カバーをしたいと熱望していたはいたものの、中村の世界観の印象が強すぎたため歌いこなすことはなかなか容易ではなかったという。ファッションモデルの椿姫彩菜は、生きる勇気を与えてくれた曲としてこの曲をお気に入りに挙げている。
- 城南海 - 2017年8月2日リリースのアルバム『「THEカラオケ★バトル」BEST ALBUM Ⅱ』(ポニーキャニオン PCCA-04545)所収

城はオーディションに合格後、デビューに向けてのレッスン曲として紹介され、歌への感情の込め方に衝撃を受けたという。中村の印象が強すぎてなかなかカバーに踏み切れなかったが、2017年3月15日放送のテレビ東京『THEカラオケ★バトル』「春のグランプリ頂上決戦4時間スペシャル」決勝戦で歌うと、採点は99.691点で優勝には至らなかったが視聴者から大きな反響があり、CD化が決定した。